# Indian Wells Challenger 1997
L'Indian Wells Challenger 1997 è stato un torneo di tennis facente parte della categoria ATP Challenger Series nell'ambito dell'ATP Challenger Series 1997. Il torneo si è giocato a Indian Wells negli Stati Uniti dal 3 al 9 marzo 1997 su campi in cemento.

## Vincitori

### Singolare
Jiří Novák ha battuto in finale  Sláva Doseděl con il punteggio di 7–6, 6–4

### Doppio
Nicklas Kulti /  Michael Tebbutt hanno battuto in finale  Scott Davis /  Kelly Jones con il punteggio di 6–2, 4–6, 6–3